# Château-sur-Epte
Château-sur-Epte  là một xã thuộc tỉnh Eure trong vùng Normandie miền bắc nước Pháp.

## Huy hiệu
| Arms of Château-sur-Epte | The arms of Château-sur-Epte are blazoned: Azure, a chevron between 3 crosses moline Or. |